# Revolta dos sargentos de 1915
A “Revolta dos Sargentos de 1915” foi uma rebelião planejada, mas não concretizada no Rio de Janeiro ao final de 1915, com novas agitações no início de 1916. Em 18 de dezembro de 1915, cerca de duzentos sargentos em unidades do Exército Brasileiro no Rio foram presos. Segundo o inquérito oficial presidido pelo coronel Abílio de Noronha, eles pretendiam um golpe militar contra o presidente Venceslau Bras na noite de 24 de dezembro, apoiados por outros militares do Exército, praças da Armada, da Brigada Policial, e dos bombeiros, além de políticos, operários, estivadores e o pessoal da Light. Temendo a descoberta, as lideranças teriam precipitado o movimento para a noite de 18 de dezembro. Agitações dentro do Exército continuaram, resultando em novas prisões em fevereiro e março de 1916. Os militares envolvidos foram expulsos ou transferidos para outros estados, os políticos envolvidos não sofreram nenhuma consequência. Na historiografia, o movimento é reconhecido como uma prévia do que seria a vir o Tenentismo nas décadas seguintes, com militares de baixa hierarquia tendo reivindicações até então inéditas, como acabar com as diferentes classes de sargentos no quadro do Exército para unificar os vencimentos e a estabilidade nos postos.